# Jim Potter
James Geoffrey „Jim“ Potter (* 25. September 1973 in Nampa (Idaho)) ist ein ehemaliger US-amerikanisch-belgischer Basketballspieler.

## Werdegang
Als Schüler war er Basketballspieler an der Bishop Kelly High School in Boise (US-Bundesstaat Idaho). Zwischen 1991 und 1995 erzielte Potter für die Mannschaft der Idaho State University insgesamt 1810 Punkte und platzierte sich mit diesem Wert in der ewigen Bestenliste der Hochschulmannschaft auf dem vierten Rang. Zur Saison 1995/96 wechselte er nach Belgien zu Union Quaregnon (später in Union Mons-Hainaut umbenannt). Zuvor weilte er zwei Wochen zur Probe bei einer deutschen Mannschaft, die sich gegen eine Verpflichtung entschied. In Mons blieb Potter bis 2001. In den Spieljahren 1995/96, 1996/97 und 1997/98 kam er in der belgischen Liga auf Mittelwerte von mehr als 20 Punkten je Begegnung. Im Oktober 2000 nahm Potter die belgische Staatsbürgerschaft an. Mit Mons-Hainaut trat er auch im europäischen Wettbewerb Korać-Cup an.
2001 wechselte Potter innerhalb Belgiens zum Spirou BC Charleroi. 2003 wurde er mit der Mannschaft belgischer Meister sowie 2002 und 2003 ebenfalls belgischer Pokalsieger. In der Saison 2001/02 war Potter mit Charleroi in der Euroleague vertreten. 2003 kehrte er zu Union Mons-Hainaut zurück und gewann 2006 noch einmal den belgischen Pokalwettbewerb.
Potter wurde nach seiner Einbürgerung in die belgische Nationalmannschaft berufen, für die er Länderspiele bestritt.
In der Saison 2011/12 war Potter Assistenztrainer an der Idaho State University.